# 王楷
王 楷（おう かい、生没年不詳）は、中国後漢時代末期の政治家。

## 正史の事跡
| 姓名           | 王楷      |
| 読み・ピンイン | おうかい  |
| 時代           | 後漢時代  |
| 生没年         | 〔不詳〕  |
| 字・別号       | 〔不詳〕  |
| 本貫・出身地等 | 〔不詳〕  |
| 職官           | 従事中郎  |
| 爵位・号等     | -         |
| 陣営・所属等   | 曹操→呂布 |
| 家族・一族     | 〔不詳〕  |

最初は曹操配下で、従事中郎に任命されていた。
興平元年（194年）、曹操は陶謙を討伐するため徐州に出征した。王楷はこの隙をつき、張邈・張超・陳宮・許汜らと共に、呂布を迎え入れ曹操に叛旗を翻した。この時、兗州のほぼ全域が呂布一派に制圧されている。これ以降、王楷は呂布配下として活動することになった。
建安3年（198年）冬、呂布は曹操に敗退し下邳城内に追い詰められた。このため王楷と許汜は、袁術の元へ救援要請の使者として赴いた。しかし前年の呂布との対立経緯から、袁術は援軍を拒絶する姿勢を示した。王楷と許汜は、呂布が滅びれば次は袁術が攻められる番であると説き伏せ、呂布の娘を送るという条件で、何とか袁術に救援を受諾させることに成功した。しかし、呂布は曹操軍の包囲を突破できる状況になく、実際には袁術の救援を得ることができなかった。
呂布滅亡後、王楷の名は史書に見当らない。呂布と命運を共にしたか、あるいは許汜の様に他の諸侯を頼ったかも不明である。

## 物語中の王楷
小説『三国志演義』でも、許汜とともに曹操軍の包囲を突破し袁術に救援を求めている。経緯も結末も、ほぼ史実に沿ったものとなっている。